# Ofensiva de Al-Hawl
La Ofensiva de Al-Hawl fue una ofensiva lanzada por las Fuerzas Democráticas Sirias (FDS), con el objetivo de capturar la estratégica ciudad homónima, que se encontraba bajo poder del grupo terrorista Estado Islámico. A su vez, estuvo compuesta por tres operaciones de menor escala: Al-Hawl, Tal Barak y el sureste de la gobernación de Al Hasakah

## Desarrollo
Para el 1 de noviembre, 24 horas después de haberse iniciado la operación, 10 terroristas habían muerto y las FDS afirmaron haber logrado avances. Ese mismo día, dos coches bomba estallaron; uno cerca de una columna kurda en Al Khatuniya, a unos 40 km de Al Hasakah, matando a «decenas» de combatientes kurdos.
El 2 de noviembre, las FDS capturaron un poblado, matando a 5 terroristas y capturando a otros tres.
El 3 de noviembre, las FDS capturaron dos estaciones de servicio y cinco puestos fronterizos en la frontera con Turquía, y cuatro localidades, más una granja, al norte de Al Hasakah. Ocho terroristas murieron en los combates, incluyendo un comandante daguestaní. Las FDS afirmaron haberse hecho con un total de 12 localidades desde el inicio de la ofensiva.
Entre los días 4 y 5 de noviembre, las FDS capturaron dos granjas —muriendo en una de ellas un combatiente de origen canadiense— y continuaron avanzando hacia Al-Hawl, capturando otra localidad y numerosas posiciones del EI.
El 6 de noviembre, se reportó que entre 4 y 6 miembros de las FDS, más 5 terroristas del EI, habían muerto en combate.
El 8 de noviembre, las SDF capturaron partes de la ruta entre Al Hasakah y Shaddadi, y otras dos localidades. Para este momento, las SDF aseguraron tener 36 localidades bajo su poder, o sea, 350 km², y que las bajas del EI ascendían a 178. Dos días después, se hicieron con otra colina y destruyeron dos vehículos del EI.
El 11 de noviembre, las SDF penetraron en Al-Khatuniyah Bahrah y continuaron avanzando hacia el sur de la ciudad de Al Hasakah, en donde sufrieron otras siete bajas. Asimismo, la aviación internacional bombardeó zonas del este de dicha ciudad, matando a ocho civiles. Al día siguiente, las SDF capturaron otras dos localidades, y el EI sufrió 14 bajas tras un bombardeo.
El 13 de noviembre, las SDF capturaron Al-Hawl, matando a varios terroristas e incautaron grandes cantidades de armamento y municiones dejados atrás por los mismos.
el 14 de noviembre, las FDS capturaron otras tres localidades en los alrededores del Monte Abdulaziz, y avanzaron en el campo de Tishreen, mientras que el EI detonó un coche bomba cerca de Al-Hawl. Al día siguiente, estalló otro coche bomba, matando a cuatro terroristas y un miliciano de las FDS.
Para el 16 de noviembre, las FDS se habían hecho con un total 200 localidades dentro de un área de 1.362 km², habiendo matado a 493 terroristas de Daesh y sufrido 33 bajas propias.